# Liste der Baudenkmäler in Borgholzhausen
Die Liste der Baudenkmäler in Borgholzhausen enthält die denkmalgeschützten Bauwerke auf dem Gebiet der Stadt Borgholzhausen im Kreis Gütersloh in Nordrhein-Westfalen (Stand: November 2023). Diese Baudenkmäler sind in der Denkmalliste der Stadt Borgholzhausen eingetragen; Grundlage für die Aufnahme ist das Denkmalschutzgesetz Nordrhein-Westfalen (DSchG NRW).

## Baudenkmäler
In der Stadt Borgholzhausen gibt es insgesamt 52 Baudenkmäler. Zwei Baudenkmäler wurden wieder aus der Denkmalliste gestrichen.
Die Liste umfasst falls vorhanden eine Fotografie des Denkmals, falls vorhanden den Namen, sonst kursiv den Gebäudetyp, falls vorhanden die Adresse oder die Lage, eine kurze Beschreibung, falls bekannt die Bauzeit, das Datum der Eintragung in die Denkmalliste sowie die Listennummer der unteren Denkmalbehörde. Der Name entspricht dabei der Bezeichnung durch die Stadt Borgholzhausen. Abkürzungen wurden zum besseren Verständnis aufgelöst, die Typografie an die in der Wikipedia übliche angepasst und Tippfehler korrigiert.
| Bild | Bezeichnung                                                                                            | Lage                                                                                          | Beschreibung | Bauzeit                                 | Eingetragen seit   | Denkmal- nummer |
| --- | --- | --------------------------------------------------------------------------------------------- | --- | --------------------------------------- | ------------------ | --------------- |
| weitere Bilder | Ruine der Burg Ravensberg                                                                              | Burg Ravensberg 1 Karte                                                                       | |                                         | 5. September 1993  | 1               |
| weitere Bilder | evangelische Pfarrkirche                                                                               | Kirchstraße 1 Karte                                                                           | | 13. Jahrhundert                         | 11. November 1985  | 2               |
| weitere Bilder | Wasserschloss Holtfeld                                                                                 | Schloßallee 2–18 (Vorburg) Schloßallee 20–26 (Torhaus) Schloßallee 28–30 (Hauptgebäude) Karte | |                                         | 11. November 1985  | 3               |
| BW | Hofanlage Wöstendiek                                                                                   | Wollenbrock 5 Karte                                                                           | |                                         | 11. November 1985  | 4               |
| weitere Bilder | Wasserschloss Brincke                                                                                  | Haus Brincke 1 Karte                                                                          | |                                         | 11. November 1985  | 5               |
| Bürgerbau | Bürgerbau                                                                                              | Kirchstraße 9 Karte                                                                           | |                                         | 11. November 1985  | 6               |
| BW | Fachwerk-Ackerbürgerhaus Rosendahl                                                                     | Gartenstraße 7 Karte                                                                          | Dreiständiges Fachwerk-Ackerbügerhaus. Das Deelentor trägt die Inschrift: „All eure Sorgen werfet auf Ihn, denn er sorgt für euch. Armen. Friedrich Willhelm Mönter und Maria Elisabeth Meyer. 14. July 1825.“ | 1825                                    | 11. November 1985  | 7               |
| Wohnhaus, Zweite Schule | Wohnhaus, Zweite Schule                                                                                | Kirchstraße 3 Karte                                                                           | |                                         | 30. Juli 1986      | 8               |
| Bleichhütte | Bleichhütte                                                                                            | Vogelgitter 24 Karte                                                                          | | wohl 19. Jahrhundert                    | 30. Juli 1986      | 10              |
| jüdischer Friedhof | jüdischer Friedhof                                                                                     | Bahnhofstraße 72, oberhalb L 785 Karte                                                        | | 1750                                    | 6. August 1986     | 12              |
| BW | Fachwerkgebäude zum Schloss Holtfeld                                                                   | Stockkämper Straße 26 Karte                                                                   | |                                         | 6. August 1986     | 13              |
| BW | Altes Gemeindehaus                                                                                     | Kampgarten 4 Karte                                                                            | | 1890/1910                               | 6. August 1986     | 14              |
| BW | ehemaliges Pfarrhaus                                                                                   | Kampgarten 2 Karte                                                                            | | 1890/1910                               | 6. August 1986     | 15              |
| Pfarrhaus | Pfarrhaus                                                                                              | Kirchstraße 5 Karte                                                                           | | 1868                                    | 6. August 1986     | 16              |
| BW | Grenzstein Nr. 485                                                                                     | Karte                                                                                         | Grenzstein an der Landesgrenze Niedersachsen/Nordrhein-Westfalen |                                         | 15. November 1989  | 17              |
| BW | Kreuz                                                                                                  | Ziegelstraße/Am hohen Garten Karte                                                            | Kreuz auf dem Friedhof an der Ziegelstraße |                                         | 6. August 1986     | 18              |
| BW | Grabplatten                                                                                            | Ziegelstraße 16 Karte                                                                         | Grabplatten an der Mauer der Friedhofskapelle | 1697 1836                               | 6. August 1986     | 19              |
| Kriegerehrenmal | Kriegerehrenmal                                                                                        | Freistraße Karte                                                                              | Kriegerehrenmal vor der evangelischen Kirche | nach 1870/1871                          | 6. August 1986     | 20              |
| Wohnhaus, Erste Schule | Wohnhaus, Erste Schule                                                                                 | Freistraße 8 Karte                                                                            | | im Kern wohl 18. Jahrhundert            | 6. August 1986     | 21              |
| Wohn- und Geschäftshaus, Thorbeckehaus | Wohn- und Geschäftshaus, Thorbeckehaus                                                                 | Freistraße 14 Karte                                                                           | | erstes Viertel des 19. Jahrhunderts     | 6. August 1986     | 22              |
| [[Vorlage:Bilderwunsch/code!/C:52.1025792,8.2987121906486!/D: Hofhaus-Wirtschaftsgiebel und Torhaus , Freistraße 32 (Giebel) Klingenhagen 19 (Torhaus)!/\|BW]] | Hofhaus-Wirtschaftsgiebel und Torhaus                                                                  | Freistraße 32 (Giebel) Klingenhagen 19 (Torhaus) Karte                                        | |                                         | 6. August 1986     | 23              |
| BW | Backspeicher                                                                                           | Kleekamp 125 Karte                                                                            | | wohl erste Hälfte des 19. Jahrhunderts  | 11. August 1986    | 24              |
| BW | Traufenhaus                                                                                            | Klingenhagen 12 Karte                                                                         | | wohl Mitte des 19. Jahrhunderts         | 6. August 1986     | 25              |
| | Hofhaus                                                                                                | Wellenstraße 1a Berghausen 3                                                                  | | 1860/1870                               | 6. August 1986     | 26              |
| ehemaliges Ackerbürgerhaus | ehemaliges Ackerbürgerhaus                                                                             | Tanfanastraße 5 Karte                                                                         | Das Deelentor des Krügerschen Hauses trägt die Inschrift: „H. Georgius Dreckmann, Pastor zu Borchholthausen, Catharina Elsabein Sandthaben, Anno 1654“                                                         | 1654                                    | 6. August 1986     | 27              |
| [[Vorlage:Bilderwunsch/code!/C:52.082936,8.298334!/D: Backhaus , Westbarthauser Straße 144 Burg Ravensberg 1!/\|BW]]                                           | Backhaus                                                                                               | Westbarthauser Straße 144 Burg Ravensberg 1 Karte                                             | | wohl zweite Hälfte des 19. Jahrhunderts | 19. August 1986    | 28              |
| BW | Gedenkstein                                                                                            | Ravensberger Straße Karte                                                                     | Gedenkstein mit Baumbestand |                                         | 7. Mai 1987        | 29              |
| BW | Wohnhaus                                                                                               | Freistraße 22 Karte                                                                           | | 1870                                    | 27. Oktober 1987   | 30              |
| BW | Wohnhaus                                                                                               | Klingenhagen 6 Karte                                                                          | | 1890                                    | 27. Oktober 1987   | 31              |
| BW | ehemalige Wassermühle                                                                                  | Kleekamp 94 Karte                                                                             | |                                         | 27. Oktober 1987   | 32              |
| BW | Wassermühle am Mühlenbach                                                                              | Brinkstraße 13 Karte                                                                          | | etwa 1870/1880                          | 26. August 1988    | 33              |
| BW | Kötterhaus                                                                                             | Bielefelder Straße 56 Karte                                                                   | | 1826                                    | 7. Februar 1990    | 34              |
| BW | Hofhaus-Wohnteil                                                                                       | Bielefelder Straße 54 Karte                                                                   | |                                         | 13. Juni 1990      | 35              |
| | Korn- und Handelsmühle am Violenbach                                                                   | Brinker Weg 13                                                                                | | 1846 1866                               | 13. Juni 1990      | 36              |
| BW | Wohnhaus                                                                                               | Freistraße 17 Karte                                                                           | | etwa 1870/1880                          | 29. Januar 1992    | 37              |
| BW | Erbbegräbnis Upmeyer                                                                                   | Haarberg, südlich unterhalb Karte                                                             | |                                         | 6. August 1986     | 38              |
| Erbbegräbnis Colonus Marten | Erbbegräbnis Colonus Marten                                                                            | Friedhof Ziegelstraße Karte                                                                   | | 1842                                    | 6. August 1986     | 39              |
| Erbbegräbnis der Familie Birkmann | Erbbegräbnis der Familie Birkmann                                                                      | Friedhof Ziegelstraße Karte                                                                   | | Mitte des 19. Jahrhunderts              | 6. August 1986     | 40              |
| Familienbegräbnis Griswelle | Familienbegräbnis Griswelle                                                                            | Friedhof Ziegelstraße Karte                                                                   | | etwa 1910                               | 6. August 1986     | 41              |
| Grabsteine Familie Horst | Grabsteine Familie Horst                                                                               | Friedhof Ziegelstraße Karte                                                                   | | 1861 1892                               | 6. August 1986     | 42              |
| Grabsteine der Familie Hartke | Grabsteine der Familie Hartke                                                                          | Friedhof Ziegelstraße Karte                                                                   | |                                         | 6. August 1986     | 43              |
| Grabmonument der Familie Kleine | Grabmonument der Familie Kleine                                                                        | Friedhof Ziegelstraße Karte                                                                   | | erste Hälfte des 19. Jahrhunderts       | 6. August 1986     | 44              |
| Grabmonument der Familie Schulze | Grabmonument der Familie Schulze                                                                       | Friedhof Ziegelstraße Karte                                                                   | | 1873                                    | 6. August 1986     | 45              |
| BW | Hofhaus                                                                                                | Kleekamp 109 Karte                                                                            | | erste Hälfte des 19. Jahrhunderts       | 22. Dezember 1993  | 46              |
| ehemaliges Bauernhaus | ehemaliges Bauernhaus                                                                                  | Freistraße 25 Karte                                                                           | | Mitte des 19. Jahrhunderts              | 15. Juni 1999      | 47              |
| BW | Verwaltungsgebäude (ehem. Kontorhaus der Mechanischen Weberei Helling, später Lebkuchenfabrik Schulze) | Haller Weg 2 Karte                                                                            | | 1870                                    | 8. Januar 2013     | 48              |
| BW | Wohn- und Wirtschaftsgebäude, Bauernhaus                                                               | Holtfelder Straße 21 Karte                                                                    | | 1765                                    | 7. Juli 2014       | 49              |
| BW | Kroe Künstlerhaus samt seinem prägenden Umfeld mit Atelier und Teehaus                                 | Am Tempel 10 Karte                                                                            | | 1825                                    | 26. September 2017 | 50              |
| Lebkuchenbäckerei Heinrich Schulze | Lebkuchenbäckerei Heinrich Schulze                                                                     | Freistraße 23 Karte                                                                           | | 1848                                    | 22. August 2018    | 51              |
| BW | katholische Kirche St. Marien und St. Nikolaus                                                         | Rosenberger Straße 1 Karte                                                                    | |                                         | 11. März 2019      | 52              |
| BW | Hofanlage Hohnhorst                                                                                    | Winkelshütter Straße 7 Karte                                                                  | |                                         | 23. Juni 2022      | 53              |
| BW | Hofanlage                                                                                              | Wichlinghausen 1 Karte                                                                        | |                                         | 30. November 2023  | 54              |

### Ehemalige Baudenkmäler
| Bild | Bezeichnung    | Lage                    | Beschreibung | Bauzeit        | Eingetragen seit         | Denkmal- nummer |
| ---- | -------------- | ----------------------- | ------------ | -------------- | ------------------------ | --------------- |
| BW   | Hofhaus        | Heidbreder Weg 27 Karte |              | 1860/1870      | 30. Juli 1986 03.08.1998 | 9               |
| BW   | Hotel am Markt | Freistraße 15 Karte     |              | etwa 1870/1880 | 30. Juli 1986 18.02.1998 | 11              |